# Hof van Twente
Hof van Twente (uitspraakⓘ) (Nedersaksisch: Hof van Tweante) is een gemeente in het zuidwesten van Twente, in de Nederlandse provincie Overijssel. De gemeente is ontstaan op 1 januari 2001 door de fusie van de gemeenten Diepenheim, Goor, Markelo en Ambt en Stad Delden. Het gemeentehuis staat in Goor. De gemeente telt 35.438 inwoners (1 januari 2024, bron: CBS) en omvat 215,44 vierkante kilometer. De gemeente Hof van Twente werkt samen in de Regio Twente.

## Kernen
| Woonplaats (BAG) | Inwoners 2023 |
| ---------------- | ------------- |
| Ambt Delden      | 1.790         |
| Bentelo          | 1.780         |
| Delden           | 7.445         |
| Diepenheim       | 2.660         |
| Goor             | 12.265        |
| Hengevelde       | 2.220         |
| Markelo          | 7.300         |

### Topografie
Topografische gemeentekaart van Hof van Twente, september 2022

## Politiek

### Gemeenteraad
De gemeenteraad bestaat uit 25 zetels.
| Gewonnen zetels bij gemeenteraadsverkiezingen | Gewonnen zetels bij gemeenteraadsverkiezingen | Gewonnen zetels bij gemeenteraadsverkiezingen | Gewonnen zetels bij gemeenteraadsverkiezingen | Gewonnen zetels bij gemeenteraadsverkiezingen | Gewonnen zetels bij gemeenteraadsverkiezingen | Gewonnen zetels bij gemeenteraadsverkiezingen |
| Partij                                        | 2000                                          | 2006                                          | 2010                                          | 2014                                          | 2018                                          | 2022                                          |
| --------------------------------------------- | --------------------------------------------- | --------------------------------------------- | --------------------------------------------- | --------------------------------------------- | --------------------------------------------- | --------------------------------------------- |
| CDA                                           | 10                                            | 9                                             | 9                                             | 9                                             | 9                                             | 7                                             |
| Gemeentebelangen                              | 5                                             | 4                                             | 2                                             | 3                                             | 3                                             | 5                                             |
| VVD                                           | 4                                             | 3                                             | 4                                             | 4                                             | 4                                             | 4                                             |
| In Beweging                                   | -                                             | -                                             | -                                             | -                                             | -                                             | 3                                             |
| PvdA                                          | 4                                             | 7                                             | 6                                             | 4                                             | 4                                             | 3                                             |
| D66                                           | 0                                             | -                                             | 2                                             | 3                                             | 2                                             | 2                                             |
| SP                                            | 0                                             | -                                             | 1                                             | 2                                             | 2                                             | 1                                             |
| Burger Partij Hof                             | -                                             | 2                                             | 1                                             | 0                                             | -                                             | -                                             |
| GroenLinks                                    | -                                             | -                                             | -                                             | -                                             | 1                                             | -                                             |
| Totaal                                        | 23                                            | 25                                            | 25                                            | 25                                            | 25                                            | 25                                            |

### College van B en W
Het college van burgemeester en wethouders wordt gevormd door een coalitie van het CDA, Gemeentebelangen en de VVD (16 zetels).
Burgemeester: Ellen Nauta-van Moorsel (CDA)
Wethouders:
- Harry Scholten (CDA), portefeuille: financiën/belastingen en leefomgeving
- Hannie Rohaan (Gemeentebelangen), portefeuille: onderwijs, wonen, zorg en welzijn
- Edwin Scheperman (VVD), portefeuille: ruimtelijke en economische ontwikkeling, cultuur, recreatie en toerisme.

## Verkeer en vervoer

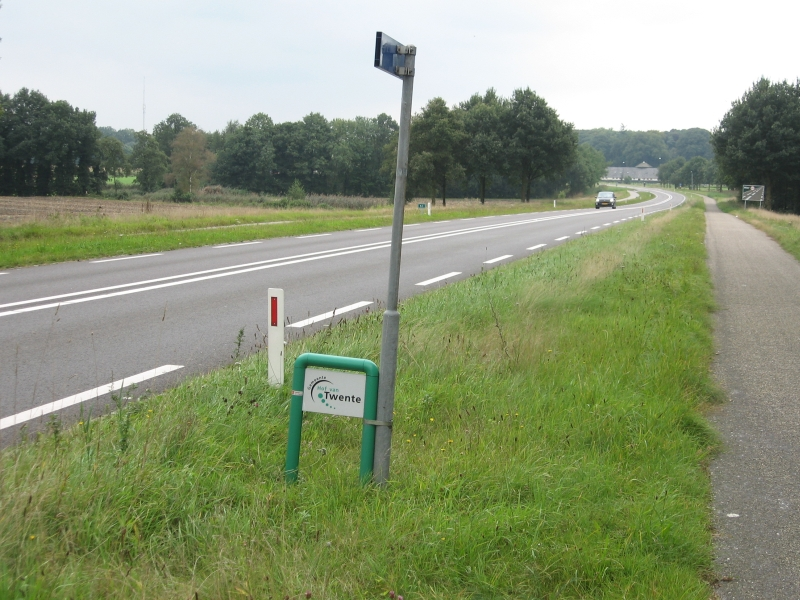
Bord waarmee bij de gemeentegrens op wegen duidelijk wordt gemaakt dat men zich in de gemeente Hof van Twente bevindt.

Langs de noordgrens van de gemeente loopt de autosnelweg A1, met afslagen ter hoogte van Markelo en Goor. Door de gemeente loopt het Twentekanaal. Parallel daaraan rijdt de stoptrein op de spoorlijn Zutphen - Glanerbrug, die tweemaal per uur per richting stopt op de stations Goor en Delden.

## Aangrenzende gemeenten
| Aangrenzende gemeenten | Aangrenzende gemeenten | Aangrenzende gemeenten | Aangrenzende gemeenten | Aangrenzende gemeenten |
| ---------------------- | ---------------------- | ---------------------- | ---------------------- | ---------------------- |
| Rijssen-Holten         |                        | Wierden                |                        | Almelo Borne           |
|                        |                        |                        |                        |                        |
|                        | Hengelo                |                        |                        |                        |
|                        |                        |                        |                        |                        |
| Lochem (Gld)           |                        | Berkelland (Gld)       |                        | Haaksbergen            |

## Monumenten
In de gemeente zijn er een aantal rijksmonumenten, gemeentelijke monumenten, en oorlogsmonumenten, zie:
- Lijst van rijksmonumenten in Hof van Twente
- Lijst van gemeentelijke monumenten in Hof van Twente
- Lijst van beelden in Hof van Twente
- Lijst van oorlogsmonumenten in Hof van Twente

Hoofdplaats: Goor      Stadjes: Delden · Diepenheim

Dorpen: Bentelo · Hengevelde · Markelo

Buurtschappen: Achterhoek · Azelo (deels) · Beusbergen · De Ha · Deldenerbroek (deels) · Deldeneresch · Dijkerhoek · Elsen · Elsenerbroek · Herike · Kerspel Goor · Markelosebroek · Markvelde · Pothoek · Schoolbuurt · Stokkum · Wiene · Zeldam

Voormalige gemeenten: Diepenheim · Goor · Markelo · Delden (Stad · Ambt)

Overijssel · Steden en dorpen in Overijssel      Nederland · Provincies · Gemeenten
Almelo · Borne · Dalfsen · Deventer · Dinkelland · Enschede · Haaksbergen · Hardenberg · Hellendoorn · Hengelo · Hof van Twente · Kampen · Losser · Oldenzaal · Olst-Wijhe · Ommen · Raalte · Rijssen-Holten · Staphorst · Steenwijkerland · Tubbergen · Twenterand · Wierden · Zwartewaterland · Zwolle

Steden en dorpen · Voormalige gemeenten · Nederland: Provincies · Gemeenten